# إيما مارسي رايموند
إيما مارسي رايموند (بالإنجليزية: Emma Marcy Raymond)‏ هي ملحنة أمريكية، ولدت في 1839، وتوفيت في 1913.

## وصلات خارجية
- إيما مارسي رايموند على موقع ميوزك برينز (الإنجليزية)